# Комаров Михайло Семенович
Михайло Семенович Комаров (30 серпня 1909, село Гризлово Московської губернії, тепер Московської області, Російська Федерація — 24 вересня 1994, місто Москва, Російська Федерація) — радянський діяч, директор авіамоторних заводів, генерал-майор інженерно-авіаційної служби (19.08.1944). Депутат Верховної Ради СРСР 4-го скликання.

## Життєпис
Народився в селянській родині. З шістнадцятирічного віку навчався в школі фабрично-заводського учнівства при машинобудівному (авіамоторному) заводі в Москві.
З 1924 року — токар, верстатник, нормувальник-технолог (з 1930 року), завідувач бюро технічного нормування цеху (з 1932 року), майстер дільниці, інженер, начальник дослідного цеху, завідувач відділу праці та зарплати (з 1939 року) Московського авіамоторного заводу № 24 імені Фрунзе.
У 1934 році закінчив Московський автомеханічний інститут.
Член ВКП(б) з 1937 року.
З 1940 року — заступник директора, з 1941 року — директор Московського авіамоторного заводу № 24, який під час німецько-радянської війни був евакуйований до міста Куйбишева.
З лютого 1942 року — директор авіамоторного заводу № 45 Міністерства авіаційної промисловості СРСР у Москві; директор Тушинського машинобудівного заводу в Москві. 
З 1955 року — начальник авіаційного відділу Держплану РРФСР, завідувач авіаційного відділу Держплану СРСР.
Потім — персональний пенсіонер у Москві.
Помер 24 вересня 1994 року в Москві. Похований на П'ятницькому цвинтарі Москви.

## Звання
- генерал-майор інженерно-авіаційної служби (19.08.1944)

## Нагороди
- шість орденів Леніна (1942, 1944, 1945, 1952)
- орден Кутузова ІІ ст. (1945)
- орден Трудового Червоного Прапора (1941)
- орден «Знак Пошани» (1961)
- медаль «За оборону Москви»
- медаль «За перемогу над Німеччиною у Великій Вітчизняній війні 1941—1945 рр.»
- медаль «За доблесну працю у Великій Вітчизняній війні 1941—1945 рр.»
- медаль «За бойові заслуги» (5.11.1954)
- медалі
- Сталінська премія ІІ ст. (1952) — за роботу в галузі машинобудування